# Kurt Felix
Pour les articles homonymes, voir Felix.
Kurt Felix (né le 4 juillet 1988 à Saint-Georges) est un athlète grenadien, spécialiste du décathlon.

## Biographie
Il dépasse pour la première fois la barre des 8 000 points lorsqu'il remporte en juin 2012 les championnats NCAA à Des Moines avec un score de 8 062 points, record national. Aligné aux Jeux olympiques de Londres, il ne termine pas la compétition.
En 2013 il fait partie de la sélection de la Grenade aux championnats du monde à Moscou mais abandonne. 
Il remporte la médaille de bronze lors des Jeux du Commonwealth de 2014, en portant son record national à 8 070 points. Il réalise 8 269 points pour remporter la médaille d'argent lors des Jeux panaméricains à Toronto le 23 juillet 2015. En prenant en compte son 2e meilleur saut en longueur pour respecter les limites de vent, il obtient un record de Grenade avec 8 253 points.
Il l'améliore ultérieurement en 8 302 points, le 29 août 2015, pour terminer huitième (finaliste) lors des championnats du monde à Pékin. L'année suivante, il termine 9e des Jeux olympiques de Rio avec 8 323 points, record personnel.
Le 25 juin, il porte son record à 8 509 points lors du Mehrkampf-Meeting Ratingen où il termine 2e, grâce à des meilleures performances personnels dans les 3 lancers : poids (15,31 m), disque (50,59 m) et javelot (72,80 m). Rico Freimuth remporte la compétition (8 667, WL).
Son petit frère Lindon Victor est également spécialiste du décathlon et a battu le record national de Kurt Felix le 13 mai 2016 avec 8 446 points.

## Palmarès
| Date | Compétition                    | Lieu           | Résultat | Épreuve    | Points |
| ---- | ------------------------------ | -------------- | -------- | ---------- | ------ |
| 2012 | Jeux olympiques                | Londres        | —        | Décathlon  | DNF    |
| 2013 | Championnats du monde          | Moscou         | —        | Décathlon  | DNF    |
| 2014 | Jeux du Commonwealth           | Glasgow        | 3e       | Décathlon  | 8 070  |
| 2015 | Jeux panaméricains             | Toronto        | 2e       | Décathlon  | 8 269  |
| 2015 | Championnats du monde          | Pékin          | 8e       | Décathlon  | 8 302  |
| 2016 | Championnats du monde en salle | Portland       | 6e       | Heptathlon | 5 986  |
| 2016 | Jeux olympiques                | Rio de Janeiro | 9e       | Décathlon  | 8 323  |
| 2017 | Mehrkampf-Meeting Ratingen     | Ratingen       | 2e       | Décathlon  | 8 509  |
| 2017 | Championnats du monde          | Londres        | 7e       | Décathlon  | 8 227  |
| 2018 | Championnats du monde en salle | Birmingham     | —        | Heptathlon | DNF    |
| 2018 | Jeux du Commonwealth           | Gold Coast     | 4e       | Décathlon  | 7 756  |
| 2019 | Jeux panaméricains             | Lima           | —        | Décathlon  | DNF    |

## Records
| Épreuve           | Performance   | Lieu                    | Date                        |
| ----------------- | ------------- | ----------------------- | --------------------------- |
| 100 m             | 10 s 91       | Toronto                 | 22 juillet 2015             |
| Saut en longueur  | 7,74 m        | Austin                  | 28 mars 2012                |
| Lancer du poids   | 15,31 m       | Ratingen                | 24 juin 2017                |
| Saut en hauteur   | 2,15 m        | Mesa                    | 10 avril 2009               |
| 400 m             | 48 s 63       | Colorado Springs Tucson | 9 mai 2012 9 avril 2015     |
| 110 m haies       | 14 s 58       | Pékin                   | 29 août 2015                |
| Lancer du disque  | 50,59 m       | Ratingen                | 25 juin 2017                |
| Saut à la perche  | 4,60 m        | Des Moines Toronto      | 7 juin 2012 23 juillet 2015 |
| Lancer du javelot | 72,80 m       | Ratingen                | 25 juin 2017                |
| 1 500 m           | 4 min 30 s 53 | Rio de Janeiro          | 18 août 2016                |
| Décathlon         | 8 509 pts     | Ratingen                | 25 juin 2017                |

| Épreuve         | Performance        | Lieu            | Date            |
| --------------- | ------------------ | --------------- | --------------- |
| 60 mètres       | 7 s 00             | Portland        | 18 mars 2016    |
| Longueur        | 7,66 m             | Nampa           | 10 février 2012 |
| Poids           | 15,02 m            | Portland        | 18 mars 2016    |
| Hauteur         | 2,17 m (NR)        | Nampa           | 24 février 2011 |
| 60 mètres haies | 8 s 31             | South Bend      | 20 février 2016 |
| Perche          | 4,61 m             | West Lafayette  | 13 février 2016 |
| 1 000 mètres    | 2 min 42 s 91 (NR) | College Station | 12 mars 2011    |
| Heptathlon      | 5 986 pts (NR)     | Portland        | 19 mars 2016    |